# Gare de Saint-Thégonnec
La gare de Saint-Thégonnec est une gare ferroviaire française de la ligne de Paris-Montparnasse à Brest, située sur le territoire de la commune de Saint-Thégonnec, dans le département du Finistère, en région Bretagne.
Elle est mise en service en 1865 par la Compagnie des chemins de fer de l'Ouest.
C'est une halte voyageurs de la Société nationale des chemins de fer français (SNCF) desservie par des trains express régionaux TER Bretagne.

## Situation ferroviaire
Établie à 129 mètres d'altitude, la gare de Saint-Thégonnec est située au point kilométrique (PK) 577,355 de la ligne de Paris-Montparnasse à Brest, entre les gares de Pleyber-Christ et de Guimiliau.

## Histoire
La station de Saint-Thégonnec est mise en service le 26 avril 1865 par la Compagnie des chemins de fer de l'Ouest, lorsqu'elle ouvre à l'exploitation la section de Guingamp à Brest de sa ligne de Rennes à Brest.
À la fin de la Première Guerre mondiale, les Américains entreposèrent dans des hangars le long de la voie ferrée, de nombreuses munitions. Plusieurs années furent nécessaires pour démonter sur place les obus. Durant l'entre-deux-guerres, les bâtiments furent utilisés par la manufacture des tabacs de Morlaix. Au début de la Seconde Guerre mondiale, les Anglais les ont utilisés ainsi que les terrains voisins comme base de ravitaillement pour le corps expéditionnaire britannique en France mais en juin 1940, le stock est tombé presque en totalité entre les mains des Allemands. En août 1944, au retour des Américains, 40 000 prisonniers allemands, à la suite du siège de Brest, occupèrent les baraquements et les terres aux alentours. Jusqu'en 2006, les entrepôts ont été utilisés par la Marine nationale.

## Fréquentation
Selon les estimations de la SNCF, la fréquentation annuelle de la gare figure dans le tableau ci-dessous.
| Année               | 2015 | 2016  | 2017 | 2018 | 2019 | 2020 | 2021 | 2022 | 2023 |
| ------------------- | ---- | ----- | ---- | ---- | ---- | ---- | ---- | ---- | ---- |
| Nombre de voyageurs | 536  | 1 114 | 662  | 399  | 591  | 80   | 126  | 250  | 157  |

## Service des voyageurs

### Accueil
Halte ferroviaire SNCF, c'est un point d'arrêt non géré (PANG) à entrée libre. Elle dispose de deux quais avec abris.
Un passage planchéié permet la traversée des voies.

### Desserte
Saint-Thégonnec est desservie par des trains TER Bretagne qui circulent entre Brest et Morlaix.